# Cantón Balao
Balao es un cantón de la provincia del Guayas de la República del Ecuador, cuya cabecera cantonal es Balao. Se fundó el 17 de noviembre de 1987, y su territorio tiene una extensión de 468,8 km². Está situada en el sudoeste del país, en las riberas del río Balao. El cantón está asentado a 10 m.s.n.m, su temperatura mínima es de 15 °C y máxima de 34 °C y una precipitación promedio anual de 1000 mm.
Se destaca su desarrollo agrícola, bioacuático y ganadero. Entre esto está la producción de banano, cacao, arroz, maíz, yuca, tomate, café y una gran variedad de frutas tropicales, entre las maderas más importantes está el balao, el guayacán, el laurel y la balsa, en todo el cantón se cría ganado vacuno y  caballar,  es importante también la actividad pesquera y camaronera.

## Símbolos

### Escudo
28 de enero del 2022 El Escudo de Balao fue aprobado como  el IConcejo Cantonal en Sesión Ordinaria celebrada el viernes 27 de octubre de 1989, y publicado en el Registro Oficial N.º 551 del 29 de octubre de 1990 el autor del escudo fue el Sr. Norberto Kow Pacheco.
Tiene la forma de un cuerpo geométrico, en su parte superior e inferior consta el caracol de la abundancia que representa todo el potencial agrícola, bioacuáticas y ganadero que son los productos que produce para la exportación y consumo de sus habitantes, en la parte interna inferior se encuentra una mano empuñando un machete y un garabato que son los instrumentos de trabajo del hombre, en la parte superior externa en el lado izquierdo del escudo flamea la bandera celeste y blanco de la Provincia del Guayas, del lado derecho esta la bandera de Balao, con los colores Blanco, Verde y Rojo con una leyenda que dice “Por la gloria y progreso de Balao”.

### Bandera
La bandera consta de tres colores el Blanco, ubicado en el extremo izquierdo en forma triángulo, ocupa la tercera parte y simboliza la Paz y el alama noble y diáfana de los Balaoenses; el Verde ubicado en la parte superior llega hasta el vértice del triángulo formando una línea paralela horizontal y representa el potencial y las riquezas agrícolas del cantón, así como la esperanza por días mejores siempre llenos de gloria y honor el color rojo que se encuentra paralelo al color verde que simboliza la lealtad con la patria, la rebeldía y el fuego cívico que arde en las venas por el amor a la libertad a la virtud y a la ciencia.

### Himno
HIMNO A BALAO
Letra y Música: Pedro Cadena Alarcón.
CORO
¡Salve a ti! ¡Oh Balao tu grandeza!
¡Salve! ¡Salve! Tu gloria inmortal
Es la voz de tus hijos que te aclaman;
El confín retumba, ¡oh tierra de amor!
Gloria a ti, gloria a ti, es tu honor
Ser más grande, es tu noble visión;
Horizontes más bellos te esperan
¡Oh ti, patria chica, bendito pendón
I
Gloria al mar, gloria al mar que te canta
Y los Andes que te miran tu faz;
Gloria al sol que te da luz y fecunda;
Tu gracia es divina, en ti hay gozo y paz.
Es el tiempo y el espacio que tornó
En historia tu leyenda muy veraz
¡Adelante!, la vanguardia es tu lugar;
El valor te inspira, porque eres capaz.
II
¡Oh Balao, tu riqueza es natural!
Tu grandeza es el banano, cacao, camarón;
Tus mujeres son de gracia angelical
De cultura, de paz y felicidad.
El progreso es tu lema tan sagrado
Que ennoblece tu figura señorial;
Nuestro pecho se agiganta al pronunciar:
¡Oh belleza tantas! ¡Oh que Majestad!
III
¡Adelante! ¡Adelante! Son tus hijos
Que luchando como héroes sin temor
Siempre imponente la justicia con valor,
No permita nunca tu suelo usurpar;
Es el Guayas tu Provincia que ubica
Tu buen nombre que a la Patria da vigor
Santa voz ¡Oh Bendita! Que implora
Al cielo tu gloria sin par.
IV
¡Adelante! Te grita tu historia
¡Adelante! Te dice el honor
Es la llama de fe en la victoria
Que ostenta altivo en tu pedestal
¡Gloria a ti! ¡Oh Balao! que no oyes
En mil voces de amor emalzando
Tu figura que la mundo esplendes
Y prosigues tu paro triunfal.

## Toponimia
En 1815, Balao, ya se destacaba por su producción de cacao y de frutas tropicales, así como de la explotación de madera, como el guayacán, el roble, laurel y otras maderas finas, que entre ellas dice la historia era resinosa y se llamaba balao (Yellow Palaus), lo que algunos creen que de allí se deriva el nombre del actual cantón Balao.
Otras versiones que han comunicado culturalmente desde sus ancestros, indican que vivieron en este hermoso lugar habitantes agrupados en una tribu denominada los Palaus, los cuales dieron nombre al actual cantón.
En realidad el origen del nombre, no está registrado con base en un estudio científico, antropológico que demuestre técnicamente lo aseverado de generación en generación; con el transcurrir del tiempo la población fue creciendo con su gente nativa y la chola costeña.

## Historia
Balao históricamente fue un asentamiento poblacional rodeado de haciendas, los habitantes nativos o migrantes de áreas aledañas, vivían de la agricultura y la pesca. Balao aparece como poblado desde los años 1700, según contaba los moradores muy antiguos como Román Valle, Marcelino Sánchez, Celedonio Jaime entre otros, que en esos años ya existían algunas haciendas como La María, San José, La Victoria, Colon, Libertad, Tenguel entre otras, y sus primeros habitantes vivían de la agricultura y de la pesca.
Hasta el año de 1831 cuando el Sr. Corregidor de la Provincia del Guayas mandó a un inspector para que tome nota de lo que producía y comercializaba Balao porque los moradores le habían solicitado para que sea ascendido a Parroquia y según los archivos de Guayaquil el 19 de marzo de 1832 le dan a Balao el rango de parroquia del cantón Guayaquil, luego en el año de 1986 sus hijos lucharon para que Balao pase a formar parte de un nuevo cantón de la Provincia del Guayas, y es así que cada 17 de noviembre se celebra la cantonización de Balao el cual fue creado con la Ley número 75 y Publicada en el Registro Oficial N.º 812 del 17 de noviembre de 1987, donde constan sus Límites claramente señalados por la Comisión Especial de Límites Internos de la República (CELIR), y desde esa fecha fue elegido el primer Concejo Cantonal.  Su primer alcalde fue el Dr. Lisímaco Martillo Landívar
El cantón Balao presenta una particularidad de tener asentamientos que históricamente se han desarrollado por la existencia de las haciendas en las cuales para sus trabajadores se construyeron edificaciones dentro de estas propiedades, que poco a poco forzaron la conformación de poblados debido a la presión de los trabajadores y sus familias. Se instalaron negocios y de una manera tendencial por donación, compra u otra forma se creó el centro consolidado de los recintos y pueblos con una plaza que sirve de cancha multiuso, en algunos sectores con dotación de luz eléctrica, para el juego nocturno, a un costado la capilla o iglesia según el tamaño y antigüedad de la población, casas alrededor, con negocios, tiendas o viviendas. Este ha sido el proceso seguido en el surgimiento de los asentamientos poblados en este territorio.

## Geografía
El cantón Balao limita al norte con el cantón Naranjal, el río Jagua marca el límite, hasta la confluencia de sus ríos formadores Blanco e Inil; al este con la Parroquia Molleturo y Chaucha del cantón Cuenca y El Carmen de Pijilí del cantón Santa Isabel, de la provincia del Azuay; al sur con la parroquia Tenguel del cantón Guayaquil;  y al oeste con el Canal de Jambelí que forma parte del Golfo de Guayaquil.
El Balao Grande, es el río principal y atraviesa el cantón. Otros ríos importantes son el Jagua que le sirve de límite con Naranjal, el Gala, límite con Tenguel y el río Siete.
Balao tiene la peculiaridad de tener una transición entre el clima frío de montaña por su cercanía a los Andes centrales, en el Recinto San José del Recreo, sitio “La Joya” donde se origina el río Balao y se une la Sierra y la Costa.
El cantón Balao tiene una superficie total de 42.036,25 Ha, que está cubierta principalmente por cacao con un 32,97 %, pasto cultivado con 20,69 %, camaroneras con 17,43 % y banano con el 17,65 %, algunos cultivos agrícolas como: misceláneo de frutales, maracuyá, limón, maíz, palma africana – aceitera, plátano, barbecho, yuca y cobertura vegetal natural y plantaciones forestales de: balsa, nigüito y teca como también piscícolas.

## Clima
Su clima es de tipo tropical-sabana, con máximas absolutas de temperatura que van de los 32 °C a los 36 °C y mínimas de 15 °C a 18 °C. Por su aproximada ubicación con relación al Canal de Jambelí, hace contar con dos corrientes bien marcadas como la de Humboldt que es fría conocida como verano que corresponde desde el mes de mayo hasta el mes de diciembre y la corriente del Niño que es cálida lluviosa y húmeda que se extiende desde el mes de diciembre hasta el mes de abril, el cual marcan dos periodos climáticos bien diferenciados, para visitar a Balao es necesario venir con ropa cómoda, repelente de mosquitos especialmente en los meses de lluvia.
Del mapa de tipos de climas podemos indicar que el 80 % del territorio de Balao con dirección a la Costa, corresponde al clima Tropical megatérmico seco, un 15% del territorio donde se encuentran las poblaciones Río Balao, Las palmas, Cooperativa Alianza Agrícola, Hacienda la Tentación, etc. corresponde al clima Tropical Megatérmico - SemiHúmedo. Y a la pequeña zona de piedemonte oriental corresponde la clasificación de Ecuatorial Mesotérmico - Semihumedo.

## Flora y fauna
Balao forma parte de la Reserva de Biósfera Macizo del Cajas, el martes 28 de mayo de 2013, la Organización de las Naciones Unidas para la Educación, la Ciencia y la Cultura (Unesco) declaró a El Macizo del Cajas como parte de la red mundial de Reservas de Biósfera. Esta inclusión se debió a que el área que cubre una extensión total de casi un millón hectáreas, entre territorio continental y marino, tiene las condiciones físicas, biológicas y socioeconómicas que un espacio geográfico debe tener, según  los criterios establecidos por esa entidad y su Programa sobre el Hombre y la Biosfera (MAB) para las declaratorias de esa envergadura.
Las formaciones de manglares crecen en las áreas marítimas salobres en las desembocaduras de los ríos y en las bahías de la costa. Los manglares están dominados por Rizophora harrisonii y Rizophora mangle; en los márgenes tierra adentro se encuentran otras especies comunes de manglares neotropicales: Avicennia germinans, Laguncularia racemosa y Conocarpus erectus. En los últimos 25 años, grandes áreas de manglares han sido destruidas y convertidas en piscinas para la producción de camarón para la exportación.
El Gobierno Nacional en una iniciativa para cuidar los bosques de manglar, otorgó concesiones para el uso sustentable del manglar. En Balao se expidieron dos: Concesión de Manglar para el uso sustentable a la Asociación de Cangrejeros y Pescadores “Balao”, que tiene una extensión de 2421,87 ha. y está formada por ecosistema de Manglar; Concesión de Manglar para el uso sustentable a la Asociación de Cangrejeros, Pescadores y Comercializadores de Balao, cuya extensión es de 193,93 ha y también está formada por ecosistema de Manglar.
Flora Característica: Rhizophora harrisonii, R. mangle (Rhyzophoraceae); Conocarpus erectus, Laguncularia racemosa (Combretaceae); Avicenia germinans (Aviceniaceae); Guzmania monostachya, Tillandsia usneoides (Bromeliaceae); Polypodium bombicynum (Polypodiaceae); Lockhartia serra (Orchidaceae).
Algunas de las aves comunes de los manglares son: Pandion haliaetus, Buteogallus anthracinus, Megaceryle torquata, Chloroceryle americana, Anas bahamensis, Dendrocygna autumnalis, Butorides striatus, Egretta thula, Egretta caerulea, Egretta tricolor, Nycticorax nycticorax, Ardea herodias, Cathartes aura, Fregata magnificens, Larus atricilla, Dendroica petechia, Pelicanus occidentalis, Amazona autumnalis, Himantopus mexicanus, Calidris alba, Actitis macularia, Eudocimus albus y Ajaia ajaja.
Entre las especies de mamíferos emblemáticos se destacan: Procyon cancrivorus, Lontra longicaudis, Sciurus sp., Tamandua mexicana y Choleopus haffmanni.
Por su valor económico dentro de este ecosistema es importante mencionar a estos crustáceos: Ucides occidentalis, Cardisoma crassum, Callinectes sp, Litopenaeus vannamei, Litopenaeus stylirostris, Litopenaeus occidentalis, Protrachypenaeus precipua, Uca sp.
Las exploraciones ornitológicas realizadas por Aves y Conservación a inicios de 2015 indican que existen al menos 18 especies playeras migratorias nearticas arribando cada año entre julio y abril. Adicionalmente el Canal de Jambelí es el hogar de muchas especies residentes marinas y acuáticas, tales como gaviotas, gaviotines, pelícanos y garzas de distinto tipos. Aves y Conservación estima que alrededor de 50000 aves acuáticas no playeras se refugian en el Canal de Jambelí anualmente; mientras que, las aves playeras migratorias se estiman en más de 100000 individuos al año.
La colonia de cormoranes neotropicales (Phalacrocorax brasilianus) se localiza en la desembocadura del río Balao, se puede ver a las aves anidando a lo largo del trayecto entre Puerto Balao y la boca del río. Los bosques de manglares donde anidan las aves están conformados por Manglares Rojos (Rizophora mangle) de gran tamaño.
Desde la boca del río Balao siguiendo en dirección sur, existe un área de reforestación de manglar que anteriormente se denominaba El Playón. Consistía en playa de arena blanca, que luego fue embancándose con sedimento, que permitió el crecimiento del manglar. Por esta zona se encuentran colonias de aves acuáticas, principalmente garzas, ibises y espátulas. En periodos de reproducción es posible registrar nidos con huevos y polluelos.
Antes de llegar a la boca del Río Gala, encontramos otro segmento de playa de arena blanca denominado El Playón II, cerca de ella se pueden observar las aves playeras migratorias alimentándose sobre grandes playones que se descubren en marea baja, esto es posible especialmente entre julio y abril, época cuando se concentra la mayor cantidad de aves. A veces se puede observar delfines en el trayecto.

## Política
La ciudad y el cantón Balao, al igual que las demás localidades ecuatorianas, se rige mediante el Gobierno Autónomo Descentralizado Municipal según lo estipulado en la Constitución de la República del Ecuador y en Código Orgánico de Ordenamiento Territorial, Autonomía y Descentralización (COOTAD), que establece la autonomía funcional, económica y administrativa de la Entidad. La Alcaldía de Balao es una entidad de gobierno seccional que administra el cantón de forma autónoma al gobierno central. La municipalidad está organizada por la separación de poderes de carácter ejecutivo representado por el alcalde, y otro de carácter legislativo conformado por los cinco miembros del concejo cantonal (Concejales Urbanos).

## Turismo

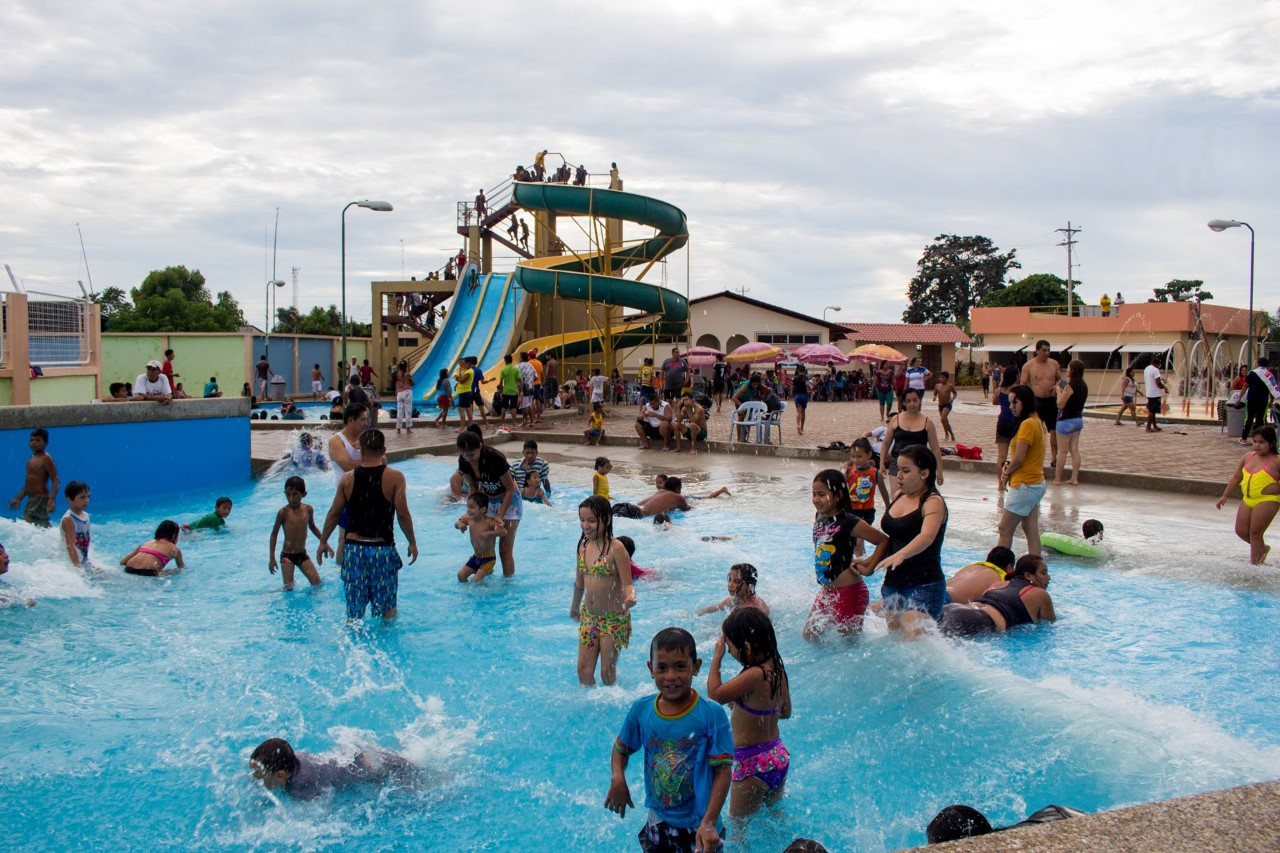
Parque acuático de Balao

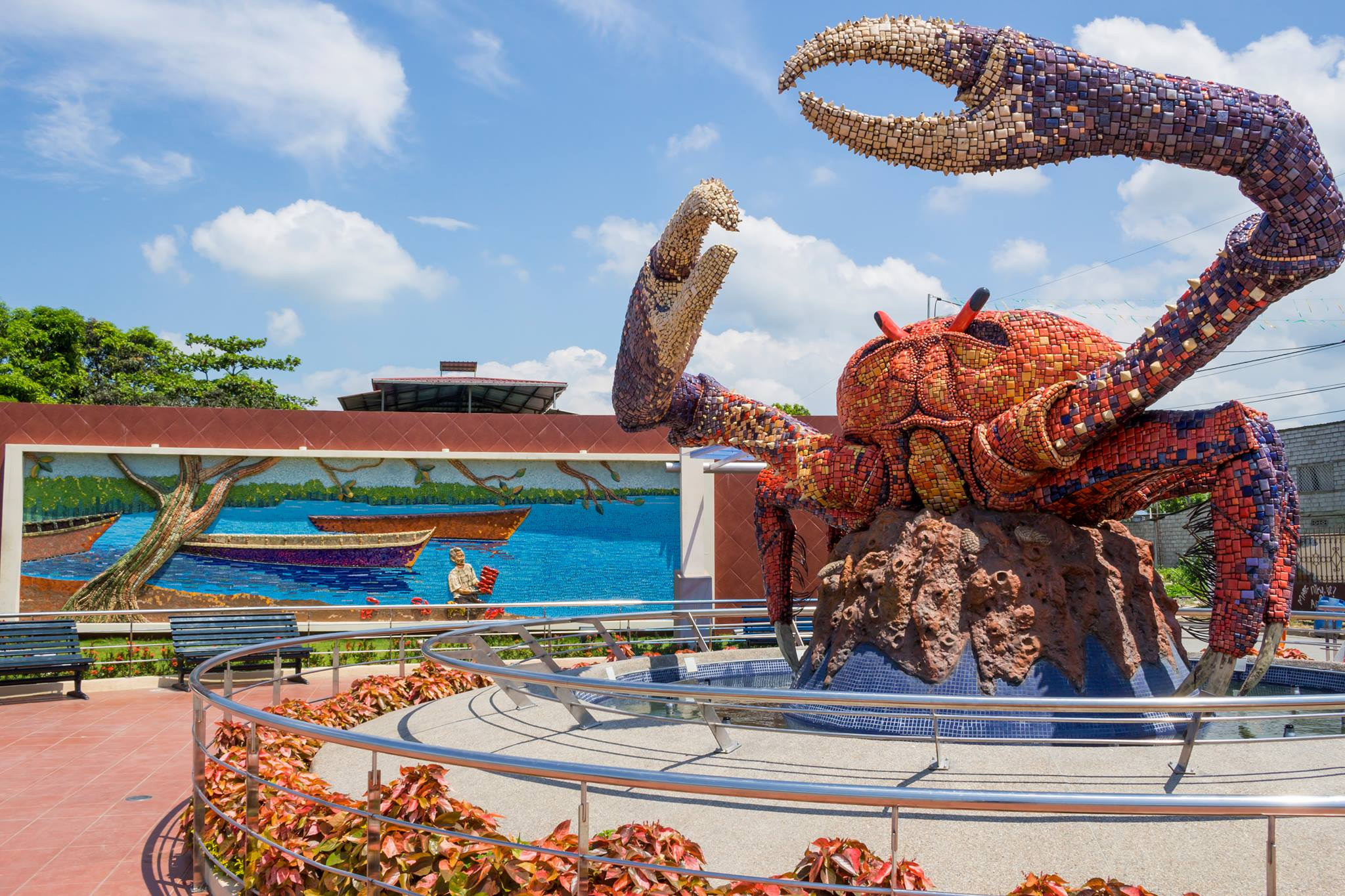
Monumento del cangrejo

Balao tiene distintos atractivos turísticos, promocionando el desarrollo sostenible de éste sector por medio del ecoturismo, así como presenta una diversidad de escenarios tanto de costa como de sierra.
El Parque Acuático Balao tiene una capacidad para 2000 visitantes. Cuenta con piscina de olas, toboganes y se ha convertido en la principal atracción para pasar el carnaval. Junto al parque se encuentra La Playa de las Palomas, a la rivera del Río Balao. El lugar de preferencia de los balaoenses para pasar domingos soleados. En tiempos de alta concurrencia, se colocan cabañas de venta de cocteles, platos gastronómicos, comida rápida junto con la animación de Dj's locales.
Balao ofrece la oportunidad de conocer el bosque de manglar, colonias de aves acuáticas, observar aves playeras migratorias y aprender de las faenas de pesca artesanal de la concha y el Cangrejo Rojo (Ucides Occidentalis). El río Balao es la vía de acceso fluvial por la cual se accede a estos atractivos turísticos. Las asociaciones de cangrejeros y pescadores suelen proveer de paseos a los sitios turísticos en sus embarcaciones de trabajo. La visita a los sitios turísticos se realiza vía marítima saliendo desde Puerto Balao, pero también desde el malecón de Balao durante la época invernal.

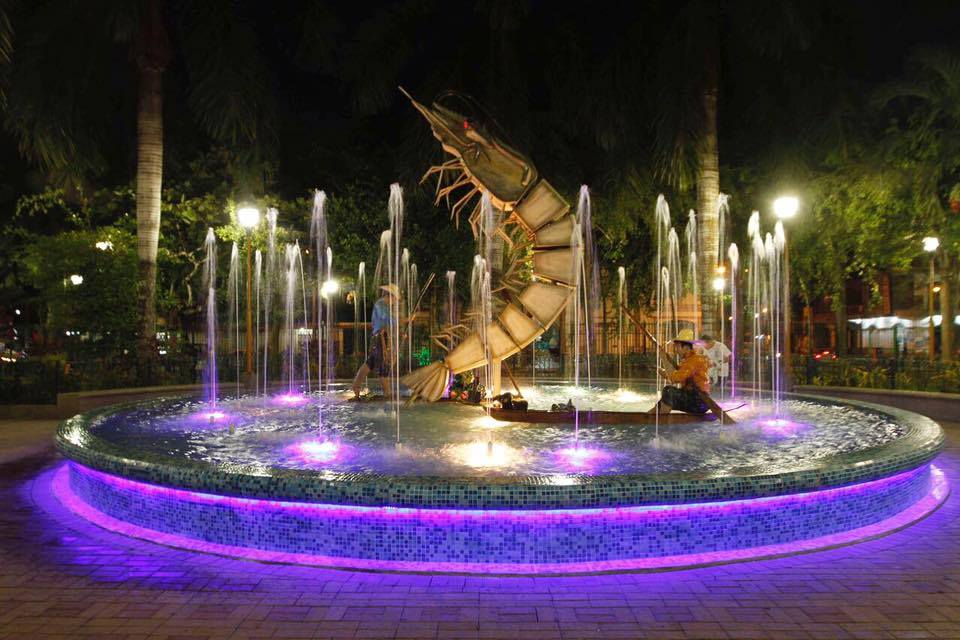
Pileta ubicada en el parque central

El Playón II, es una playa virgen de arena blanca que se encuentra cerca de la desembocadura del río Gala, que cuenta con aproximadamente 1 km de berma a la cual se puede acceder por vía marítima. Otro atractivo turístico es la hacienda El Recreo, sitio “La Joya”, aquí se unen la sierra y la costa y se origina el río Balao. Así mismo, en la zona de los recintos, ubicado en La Libertad, se encuentra la Poza del Amor, formada por tres canales que dan forma de corazón, de allí su nombre. En el lugar hay una cabaña principal, patio de comidas donde se puede disfrutar de la cocina local.
El agroturismo es una actividad que se está desarrollando en la zona, existiendo la oportunidad para el visitante de aprender algo más sobre los procesos agro productivos de algunos productos típicos de la zona.

### Gastronomía

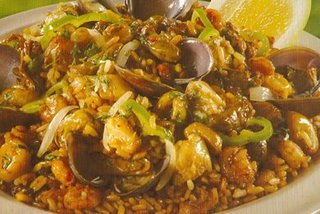
Arroz marinero

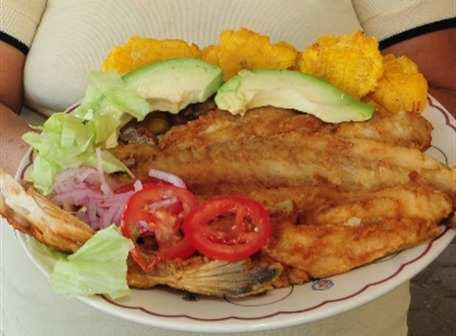
Pescado frito

Por encontrarse geográficamente al pie del Canal de Jambelí, tiene mucha influencia con la pesca de distintos mariscos, por esa razón existe una gran variedad de preparación de platos típicos, que los puede saborear en el patio de comida del Mercado Municipal o en los distintos restaurantes de la ciudad, escogiendo el menú al deleite de los paladares más exigentes, ya que pueden escoger entre lo ricos ceviches de concha, pescado, camarón, calamar o mixtos, sancocho de bagre negro, sopa marinera, chupe de pescado, caldo de albóndigas de almejas, caldo de cangrejo, arroz con concha, arroz marinero, arroz con camarón, arroz con calamar, arroz con pescado frito, sudado de pescado, ensalada de cangrejo, arroz con cangrejo, cangrejo frito que estas delicias son cocinadas por personas experimentadas en la preparación de estos platos y para los que gustan de la carne de res y de aves, pueden encontrar casi todo tipo de comida preparada con estos tipos de carnes, así que la persona que visite Balao puede irse satisfecho de haber saboreado la buena comida típica de la costa ecuatoriana.
Una vez al año, la Alcaldía de balao promueve el Festival Gastronómico donde el plato principal es la Ensalada de Cangrejo. En el 2017, unas 350 libras del crustáceo fueron usadas para preparar la ensalada de cangrejo más grande del Guayas, en la Plazoleta del Malecón de Balao.

## Cultura y tradiciones
El espacio geográfico donde hoy se asienta el cantón Balao fue ocupado en la época precolombina por culturas o tribus como:
- chonos
- punaes
- manteños - huancavilcas
- palaus

Se dice que esta última es una mezcla entre los chonos y los punaes, creando una nueva tribu o cultura denominada palaus, quienes mantuvieron sus asentamientos por más tiempo en el territorio que hoy se conoce como Isla Puna y Balao;[cita requerida] es de allí que nace parte de la historia que hoy se conoce.
Como prueba de estos asentamientos se han encontrado innumerables evidencias arqueológicas en el sector norte del cantón donde posiblemente estén restos de estas culturas. Estos aspectos de la cultura material demuestran un nivel de desarrollo acorde a ciertos conceptos de “civilización”, que se manifiestan en la agricultura, orfebrería, navegación y urbanismo elevado de estos antiguos pobladores. Con la invasión española, dicha cultura fue parcialmente destruida y sobre sus ruinas se fundaron las ciudades que actualmente integran la región número 9. Es así que, los pobladores de Balao, responden a una cultura precedente, y entre sus actividades principales están la pesca, la agricultura, la acuacultura, el comercio.

## Economía

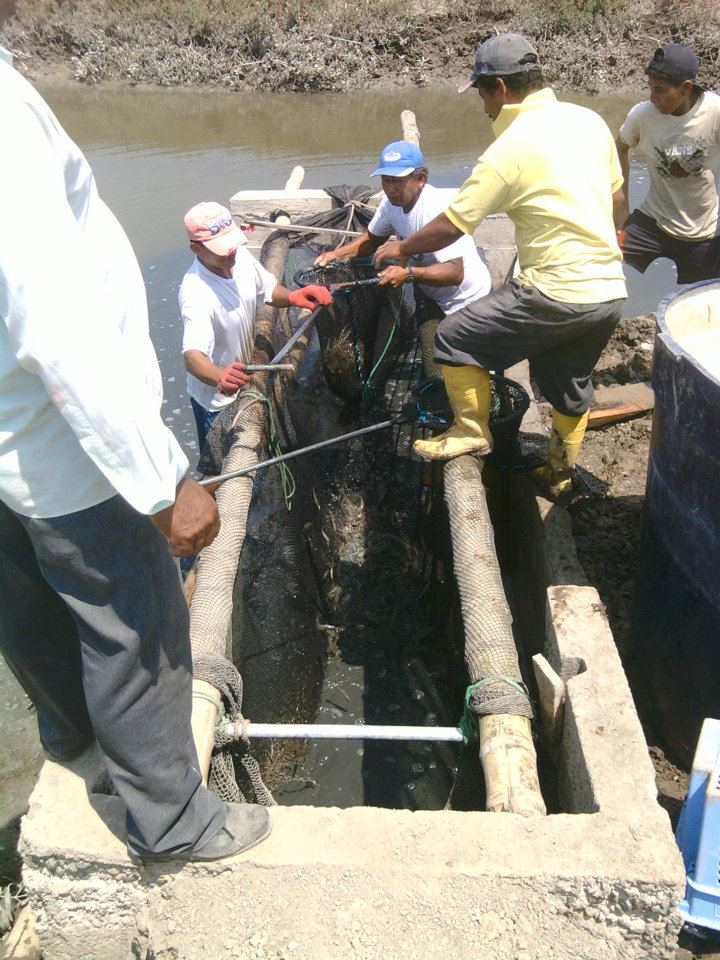
Piscina camaronera

Balao tiene un suelo muy fértil, con una buena producción de banano, cacao, arroz, maíz, yuca, tomate, café y una gran variedad de frutas tropicales. El sistema productivo agrocombinado se caracteriza por la presencia de banano, cacao y palma africana – aceitera, dedicándose también a la producción ganadera de carne; abarca una superficie de 8.622,55 ha que representa el 20,49 % en relación con la superficie destinada a la agricultura. Se caracteriza por la presencia de pasto cultivado. Produciendo de 1 a 5 litros de leche por vaca por día y 0,66 UB/ha que es bajo. La disponibilidad de maquinaria y equipos son propios. Para realizar la comercialización y distribución del producto el transporte es propio y alquilado en algunos casos. Los animales son llevados al camal del cantón, para luego distribuir la carne a nivel local y en: Guayaquil, Naranjal y Durán. Entre las maderas más importantes está el balao, el guayacán, el laurel y la balsa, en todo el cantón se cría ganado vacuno y caballar, es importante también la actividad pesquera, cangrejera y camaronera.
El cultivo de camarón en suelos de uso agrícola, es desde el año 1999, una alternativa del sector ante la caída en la producción en las zonas estuarianas debido a enfermedades bacterianas; situación que ha producido además de problemas ambientales locales, conflictos con organizaciones campesinas, en el caso de la asociación 6 de julio en el cantón Naranjal y la asociación de cangrejeros y pescadores del cantón Balao Provincia del Guayas, por la destrucción de áreas de manglar concesionadas por el estado para la conversión al cultivo de camarón. Durante los primeros estadios del camarón se requiere agua salada, que es llevada en tanqueros desde el mar. En los siguientes estadios se necesita vaciar el agua salada hacia los canales de drenaje. El vaciado del agua salada produce clorosis en los cultivos de arroz y pérdida de organismos acuáticos en un tramo del río en el área de descarga. Una de las principales fuentes de empleo se debe a la producción de camarón, en piscinas al playón. Esta ubicación facilita el control del llenado y vaciado de dichas piscinas.
La actividad acuícola en el cantón Balao, se practica en términos generales con especies como el camarón (acuicultura intensiva) y se hace en lugares confinados (piscina). En este cantón varias empresas se dedican a la producción, empaque y transporte de productos acuícolas: camarón, así como de sus insumos, además existen centros de capacitación y análisis, que dan soporte a la acuacultura de todo el país e incluso de países vecinos. Del total de la superficie cantonal (42.063,25 ha), 7.330,42 ha (17,43 %) corresponden a camaroneras, las mismas que constituyen aproximadamente 536 empresas legalmente establecidas y se localizan principalmente en la Zona de Playa y en la Zona Alta en menor proporción.
El sistema agromercantil incluye a pequeños y medianos productores, ocupa una superficie de 14.660,14 ha, de las cuales 12.530,33 ha (29,78 %) son de uso agrícola, 739,23 ha (1,75 %) de uso pecuario, agropecuario mixto con 1.138,92 ha (2,70 %), los sistemas de protección o producción - especies forestales plantadas, con 251,65 ha (0,59 %). Los productos que se identifican dentro de este sistema son: maíz, plátano cacao, maracuyá, pasto cultivado, teca, yuca, nigüito, y balsa. Se encuentran ubicados a lo largo de las vías en los sectores: Las Mercedes, Santa Rosa, San Antonio, San Carlos, Soledad, La Joya, Abdón Calderón y Cooperativa Eloy Alfaro, entre otros. Con frecuencia se venden los productos, dejando un remanente para el consumo familiar. El destino de la producción es el mercado de: Naranjal, Durán, y el principal Balao. El cacao orgánico es enviado a Quevedo para su procesamiento y posteriormente a Europa. Pecuario.- la actividad ganadera en este sistema se dedica principalmente a la venta de carne y en una mínima proporción a la leche que es vendida a TONI S.A.. Los ganaderos que se encuentran dentro de este sistema están distribuidos especialmente en la parte Norte y Sur del cantón, produciendo de 1 a 5 litros de leche por vaca por día y 0,30 UB/ha que es bajo. La mayoría de los productores cuenta con maquinaria propia aunque existen casos en los que no se cuenta con ella. En lo que respecta a infraestructura, disponen únicamente de corrales. Comercialización y destino, la comercialización de los animales en pie, se lo realiza a los intermediarios, los que pesan en el sitio para luego llevárselos al camal. El producto es transportado a Guayaquil.
El sistema agromarginal abarca una superficie de 179.18 ha, de las cuales 130.16 ha son de uso agrícola, 11.39 ha de uso agropecuario mixto (misceláneo), y 34.15 ha de producción pecuaria y 3.46 ha de producción acuícola. Las actividades agrícolas y pecuarias se dan exclusivamente con mano de obra familiar; sus ingresos, por lo general dependen de la venta de fuerza de trabajo. Debido a la falta de agua para riego o porque no disponen de suficiente tierra para la siembra, la producción es mínima, limitando a cultivar solo para el autoconsumo.

## Organización Territorial
Los principales centros poblados, comunas y recintos son:
| Nombre del recinto           | Sectores                    |
| ---------------------------- | --------------------------- |
| Santa Rita                   | Santa Rita                  |
| Santa Rita                   | El Cisne                    |
| Santa Rita                   | Los Laureles                |
| Santa Rita                   | Cristo del Consuelo         |
| Santa Rita                   | Texas                       |
| Santa Rita                   | Las Villas                  |
| Santa Rita                   | Señor de los Milagros       |
| Santa Rita                   | Rosales                     |
| Santa Rita                   | Barrio Nuevo                |
| Santa Rita                   | Barrio San Francisco        |
| San Carlos                   | San Carlos I                |
| San Carlos                   | San Carlos II               |
| San Carlos                   | San Carlos III              |
| San Carlos                   | Las Violetas                |
| San Carlos                   | La Beatriz                  |
| Cien Familias                | Cien Familias               |
| Cien Familias                | La Prosperidad (El Manabal) |
| San Antonio                  | San José del Refugio        |
| San Antonio                  | San Antonio                 |
| Abdón Calderón               |                             |
| Coop. Eloy Alfaro,           |                             |
| San Jacinto                  |                             |
| San Pedro                    |                             |
| Cooperativa Alianza Agrícola |                             |
| 3 de Noviembre               |                             |
| 3 de Mayo                    |                             |
| San José del Recreo          |                             |
| La Adelina                   |                             |
| Hermano Miguel               |                             |
| Río Balao                    |                             |
| Pueblo Nuevo                 |                             |
| La Florida                   |                             |
| La Libertad                  |                             |
| Nueva Esperanza              |                             |
| San Juan                     |                             |
| Las Palmas                   |                             |
| Puerto Balao                 |                             |
| Voluntad de Dios             |                             |

Dentro de la Cabecera cantonal, se divide en los siguientes barrios y ciudadelas:
| Nombre                             |
| ---------------------------------- |
| Barrio Central                     |
| Ciudadela Miraflores               |
| Ciudadela Municipal Brisas del Mar |
| Santa Clara I                      |
| Santa Clara II                     |
| Ciudadela 17 de Noviembre          |
| Ciudadela San Jacinto              |
| Barrio Nuevo                       |
| Santa Teresita                     |
| Ciudadela Julio Loayza             |
| 2 de Agosto                        |
| 1.º de Mayo                        |
| 12 de Octubre                      |
| Pedro Amador Alicea                |